# Landkreis Bad Tölz-Wolfratshausen

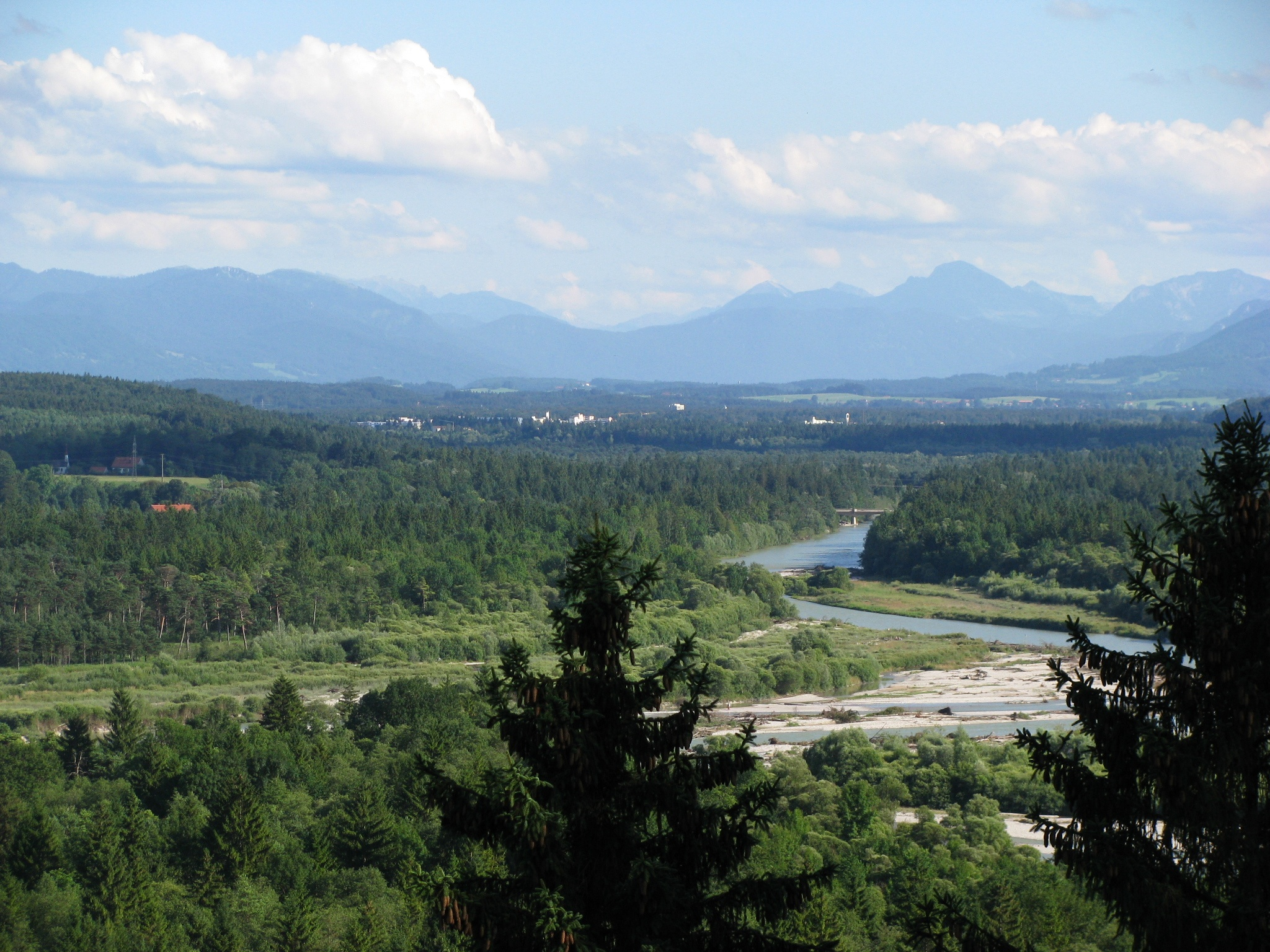
Blick über den nördlichen Teil des Landkreises entlang der Isar Richtung Südost; in der Bildmitte Bebauung der Stadt Geretsried

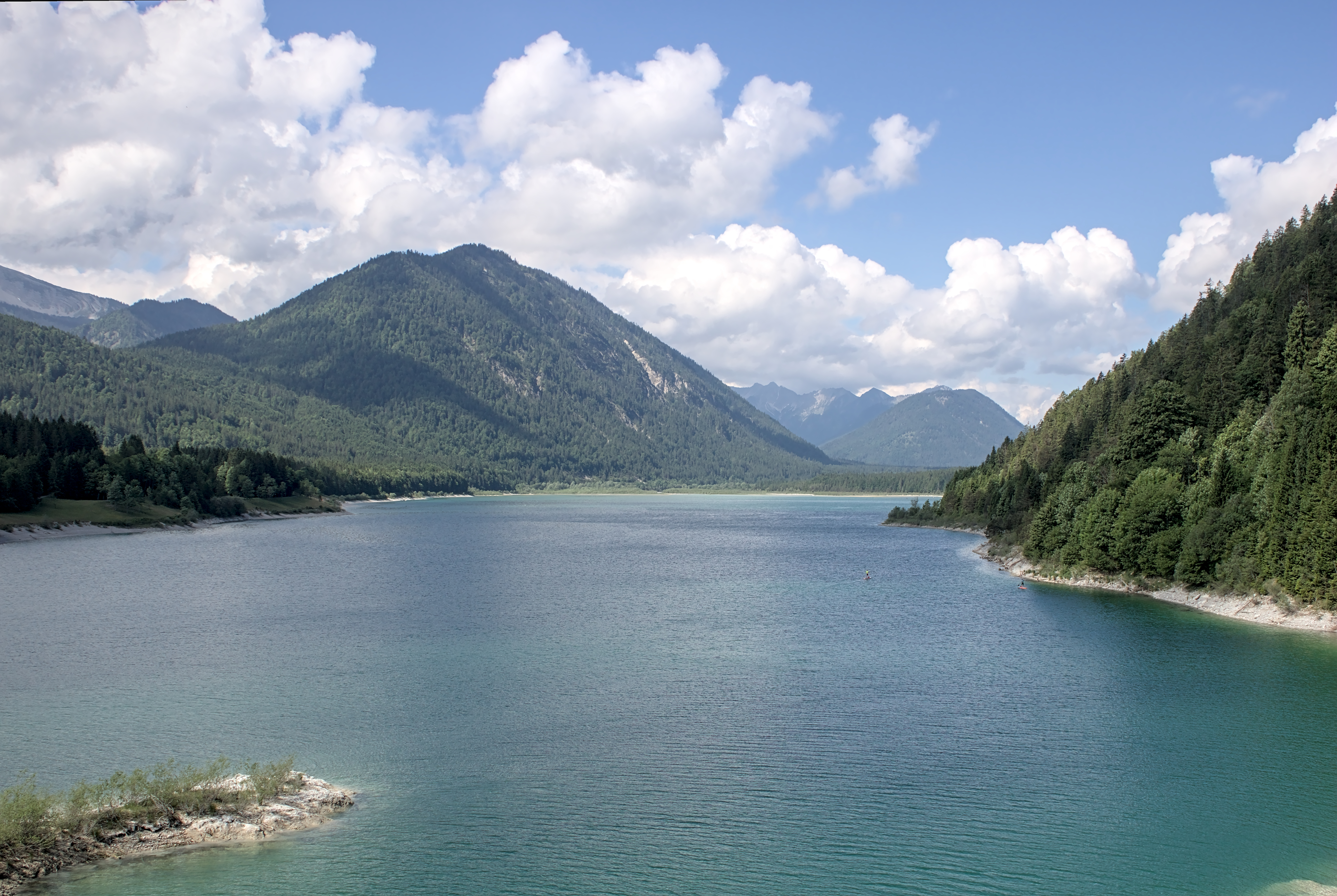
Sylvensteinspeicher im Süden des Landkreises

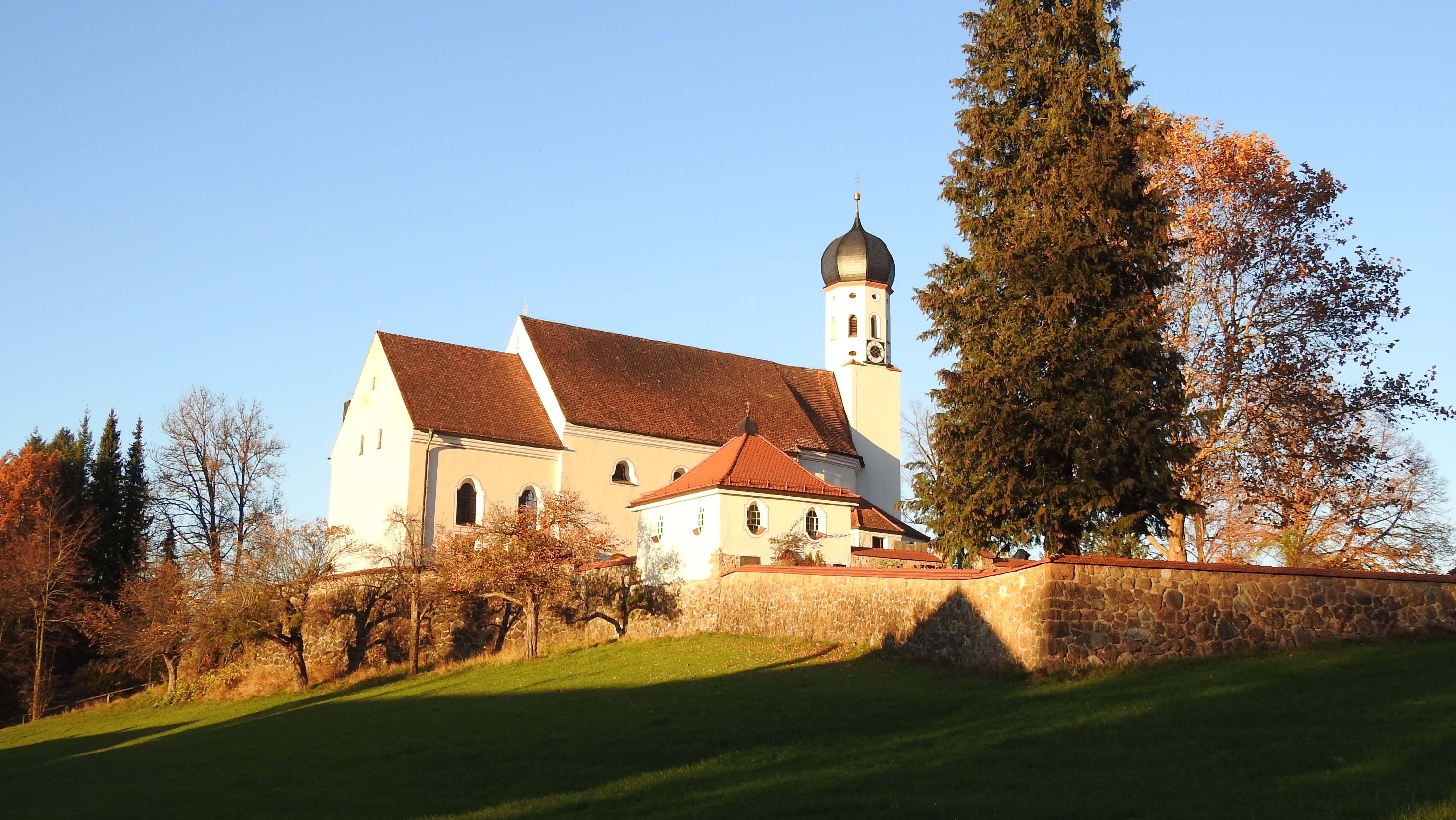
Pfarrkirche St. Kilian in Bad Heilbrunn

Der Landkreis Bad Tölz-Wolfratshausen (bairisch Däiz-Woifratshausn) liegt im Süden des Regierungsbezirks Oberbayern in Bayern. Der jetzige Doppellandkreis entstand 1972, im Wesentlichen durch die Zusammenlegung der ehemaligen Landkreise Bad Tölz und Wolfratshausen. Er zählt – nach Traunstein, Rosenheim und Eichstätt – flächenmäßig zu den größten der 20 Landkreise in Oberbayern und besitzt mit dem Schafreuter (2102 m ü. NHN) eine der höchsten Erhebungen des Vorkarwendels. Der Landkreis wird innerhalb Bayerns als eigenständige  Tourismusregion „Tölzer Land“ ausgewiesen (→ siehe auch Abschnitt: Tourismus).
Der Landkreis im Bayerischen Oberland wird von Südwesten nach Norden von der Isar durchflossen, die in ihm den Wandel vom Gebirgsfluss zum breiten Voralpenstrom vollzieht und bei Icking Richtung München abfließt.
Kreisstadt des Landkreises ist die Kurstadt Bad Tölz, verschiedene Ämter und Behörden blieben der ehemaligen Kreisstadt Wolfratshausen allerdings erhalten. Wirtschaftliches Zentrum und größte Stadt des Kreises ist die nach dem Zweiten Weltkrieg entstandene Stadt Geretsried.

## Geographie

### Lage
Der Landkreis gehört zur Region Oberland und wird durch die Flusstäler der Isar und der Loisach sowie viele Seen geprägt. Er umfasst sowohl alpines als auch voralpines Gelände. Der Schafreuter im Karwendel ist mit 2102 m der höchste Berg im Landkreis.

### Nachbarkreise
Der Landkreis grenzt im Uhrzeigersinn im Südwesten beginnend an die Landkreise Garmisch-Partenkirchen, Weilheim-Schongau, Starnberg, München und Miesbach. Im Süden grenzt er an den Bezirk Schwaz des Bundeslandes Tirol in Österreich.

## Geschichte

### Ämter sowie Land- und Pflegegerichte bis 1800
Das Gebiet des heutigen Landkreises Bad Tölz-Wolfratshausen gehörte zum historischen Bestand des Herzogtums Bayern. Im Hochmittelalter war der östliche Teil des heutigen Landkreises dem Sundergau zugeordnet, westlich der Isar schloss sich der Huosigau an; die Grenzen waren fließend. Zwischen den Jahren 1000 und 1100 lag der Raum im Machtbereich der Grafen von Ebersberg, die im Jahr 1045 ausstarben, und der Grafschaft Wolfratshausen der Andechs-Meranier, die 1248 erloschen. Nachfolger waren die Wittelsbacher, die 1180 die Herzogswürde erhalten hatten. Auch das Erbe der Edelfreien von Tölz, die 1265 ausstarben, fiel an die Wittelsbacher. Ebenso erlangten sie die Vogteirechte über die wichtigen Klöster Schäftlarn, Tegernsee und Benediktbeuern und deren Gerichtsbezirke. Die Burgen Wolfratshausen und Tölz entwickelten sich zu neuen Zentralorten und dienten als herzogliche Stützpunkte. Die dortigen Urbarämter – spätestens ab 1281 wird Tölz als eines der bedeutendsten Ämter des Herzogtums Bayern im Landesurbar genannt – bildeten die ersten Strukturen einer sich entwickelnden Verwaltung, der die Kastenämter und später die Land- und Pflegegerichte Wolfratshausen und Tölz folgten, die bis zur Säkularisation in den Jahren 1802/1803 bestanden. Daneben existierten die Hofmarken Hohenburg, Greiling-Reichersbeuern-Sachsenkam, Harmating, Ascholding, Hechenberg, Königsdorf, Eurasburg sowie Hornstein. Gleichzeitig entfaltete ab der Mitte des 12. Jahrhunderts das Kloster Benediktbeuern als Klostergericht seine Macht.

### Landgerichte
Nach der Säkularisation und Auflösung der Klöster 1803 wurden im heutigen Kreisgebiet die Landgerichte älterer Ordnung Tölz und Wolfratshausen gebildet. Sie gehörten ab 1808 zum Isarkreis (Hauptstadt München) und ab 1838 zu Oberbayern.

### Bezirksämter
Im Jahr 1862 wurde aus dem Landgerichtsbezirk Tölz das gleichnamige Bezirksamt errichtet. Der Landgerichtsbezirk Wolfratshausen wurde zunächst dem Bezirksamt München rechts der Isar, ab 1879/80 dem Bezirksamt München II zugeteilt. Letzteres wurde 1902 aufgelöst. Danach entstand das Bezirksamt Wolfratshausen.

### Landkreise
Am 1. Januar 1939 wurde wie überall im Deutschen Reich die Bezeichnung Landkreis eingeführt. So wurden aus den Bezirksämtern die Landkreise Bad Tölz und Wolfratshausen.

### Landkreis Bad Tölz-Wolfratshausen
Bei der Gebietsreform in Bayern wurden am 1. Juli 1972 der Landkreis Bad Tölz und der größte Teil des Landkreises Wolfratshausen zum neuen Landkreis Bad Tölz vereinigt; dazu kam noch die Gemeinde Schlehdorf des Landkreises Weilheim. Einige Gemeinden des Landkreises Wolfratshausen kamen an die Landkreise München, Starnberg und Miesbach. Am 1. Mai 1973 erhielt der neue Landkreis Bad Tölz seine heutige Bezeichnung Landkreis Bad Tölz-Wolfratshausen.

### Einwohnerstatistik

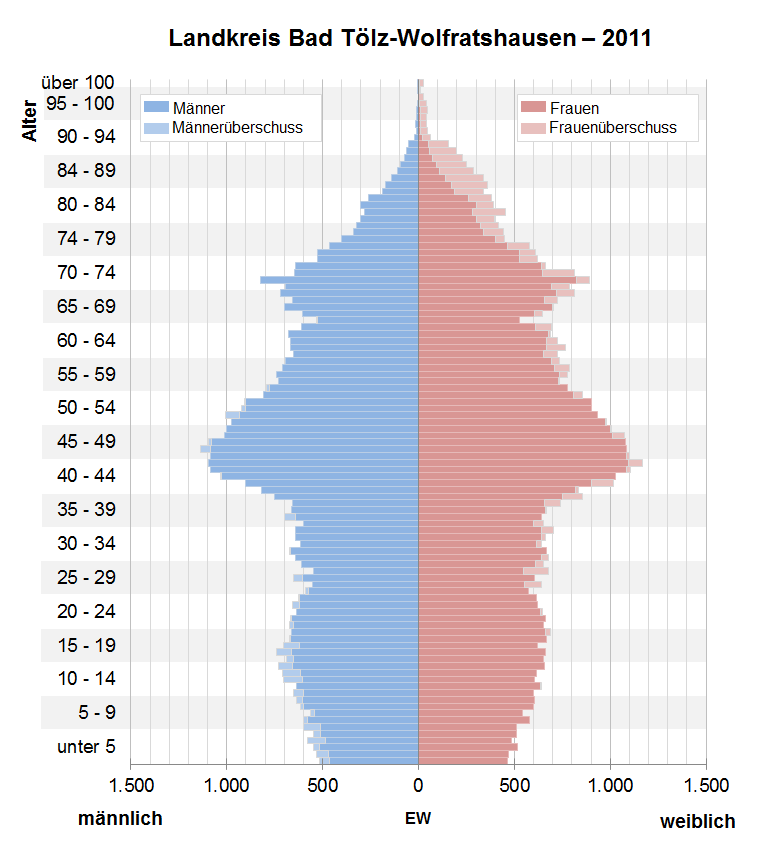
Bevölkerungspyramide für den Kreis Bad Tölz-Wolfratshausen (Datenquelle: Zensus 2011)

Der Landkreis Bad Tölz-Wolfratshausen gewann von 1988 bis 2008 über 20.000 Einwohner hinzu bzw. wuchs um rund 20 %. Zwischen 1988 und 2018 wuchs der Landkreis von 100.433 auf 127.227 um 26.794 Einwohner bzw. um 26,7 %.
Die nachfolgenden Zahlen beziehen sich auf den Gebietsstand vom 25. Mai 1987:
| Bevölkerungsentwicklung | Bevölkerungsentwicklung | Bevölkerungsentwicklung | Bevölkerungsentwicklung | Bevölkerungsentwicklung | Bevölkerungsentwicklung | Bevölkerungsentwicklung | Bevölkerungsentwicklung | Bevölkerungsentwicklung | Bevölkerungsentwicklung | Bevölkerungsentwicklung | Bevölkerungsentwicklung | Bevölkerungsentwicklung | Bevölkerungsentwicklung | Bevölkerungsentwicklung |         |
| ----------------------- | ----------------------- | ----------------------- | ----------------------- | ----------------------- | ----------------------- | ----------------------- | ----------------------- | ----------------------- | ----------------------- | ----------------------- | ----------------------- | ----------------------- | ----------------------- | ----------------------- | ------- |
| Jahr                    | 1840                    | 1900                    | 1939                    | 1950                    | 1961                    | 1970                    | 1987                    | 1991                    | 1995                    | 2000                    | 2005                    | 2010                    | 2015                    | 2020                    | 2024    |
| Einwohner               | 22.262                  | 27.886                  | 42.830                  | 67.521                  | 69.526                  | 85.060                  | 98.579                  | 106.262                 | 110.995                 | 116.017                 | 120.633                 | 121.801                 | 124.930                 | 128.212                 | 130.182 |

### Konfessionsstatistik
Laut Zensus 2011 waren 56,3 % der Einwohner römisch-katholisch, 15,1 % evangelisch während 28,6 % entweder anderen Konfessionen oder Religionen angehörten oder konfessionslos waren. Der Anteil der Protestanten und Katholiken an der Gesamtbevölkerung ist seitdem jährlich um 1 % gesunken. Gemäß dem Zensus 2022 waren 46,5 % der Einwohner katholisch, 11,8 % evangelisch, und 41,7 % waren konfessionslos, gehörten einer anderen Glaubensgemeinschaft an oder machten keine Angabe.
Laut Statistik der Erzdiözese München-Freising lebten 2018 im Landkreis 57.838 Katholiken von insgesamt 127.277 Einwohner (45,4 %).

## Politik

### Kreistag
Der Kreistag besteht aus 60 Mitgliedern:
| Kreistagswahl 2020Wahlbeteiligung: 59,2 % (+4,0 %) %403020100 34,322,720,87,13,93,82,32,11,71,3 CSUFWGrüneSPDÖDPAfDBPFDPLinkeFUWjGewinne und Verlusteim Vergleich zu 2014 %p 8 6 4 2 0 −2 −4 −6−4,0−4,8+6,6−4,7+3,9+3,8−1,2+0,4+1,7−1,7CSUFWGrüneSPDÖDPAfDBPFDPLinkeFUWAnmerkungen:j Freie Unabhängige Wähler | Sitzverteilung im Kreistag Bad Tölz-Wolfratshausen seit 2020Insgesamt 60 Sitze - Linke: 1 - SPD: 4 - Grüne: 13 - ÖDP: 2 - FUW: 1 - FW: 14 - FDP: 1 - CSU: 21 - BP: 1 - AfD: 2 |

| Parteien und Wählergemeinschaften | Parteien und Wählergemeinschaften  | 2020   | 2020   | 2014   | 2014   | 2008   | 2008   | 2002   | 2002   | 1996   | 1996   |
| Parteien und Wählergemeinschaften | Parteien und Wählergemeinschaften  | %      | Sitze  | %      | Sitze  | %      | Sitze  | %      | Sitze  | %      | Sitze  |
| --------------------------------- | ---------------------------------- | ------ | ------ | ------ | ------ | ------ | ------ | ------ | ------ | ------ | ------ |
| CSU                               | Christlich-Soziale Union in Bayern | 34,3   | 21     | 38,3   | 23     | 40,0   | 24     | 52,4   | 32     | 47,4   | 30     |
| FW                                | Freie Wähler Bayern                | 22,7   | 14     | 27,5   | 16     | 23,4   | 14     | 15,7   | 09     | 19,6   | 12     |
| Grüne                             | Grüne Bayern                       | 20,8   | 13     | 14,2   | 09     | 10,0   | 07     | 6,7    | 04     | 8,6    | 05     |
| SPD                               | SPD Bayern                         | 7,1    | 04     | 11,8   | 07     | 13,1   | 08     | 17,1   | 10     | 16,5   | 10     |
| ÖDP                               | Ökologisch–Demokratische Partei    | 3,9    | 02     | 0–     | 0–     | 3,8    | 02     | 3,2    | 02     | 2,6    | 01     |
| AfD                               | AfD Bayern                         | 3,8    | 02     | 0–     | 0–     | 0–     | 0–     | 0–     | 0–     | 0–     | 0–     |
| BP                                | Bayernpartei                       | 2,3    | 01     | 3,5    | 02     | 2,8    | 01     | 2,5    | 02     | 1,8    | 01     |
| FDP                               | FDP Bayern                         | 2,1    | 01     | 1,7    | 01     | 3,2    | 02     | 2,4    | 01     | 0–     | 0–     |
| Linke                             | Die Linke Bayern                   | 1,7    | 01     | 0–     | 0–     | 0–     | 0–     | 0–     | 0–     | 0–     | 0–     |
| FUW                               | Freie Unabhängige Wähler           | 1,3    | 01     | 3,0    | 02     | 3,7    | 02     | 0–     | 0–     | 0–     | 0–     |
| FDP/PF                            | FDP Bayern/Parteifreie             | 0–     | 0–     | 0–     | 0–     | 0–     | 0–     | 0–     | 0–     | 2,2    | 01     |
| gesamt                            | gesamt                             | 100,0  | 60     | 100,0  | 60     | 100,0  | 60     | 100,0  | 60     | 99,7   | 60     |
| Wahlbeteiligung                   | Wahlbeteiligung                    | 59,2 % | 59,2 % | 55,2 % | 55,2 % | 59,0 % | 59,0 % | 61,1 % | 61,1 % | 67,9 % | 67,9 % |

### Landräte
- 1972–1996: Otmar Huber (CSU)
- 1996–2008: Manfred Nagler (CSU)
- Seit 1. Mai 2008: Josef Niedermaier (Freie Wähler)
- Stellvertretender Landrat ist Thomas W. Holz (CSU)
- Weiterer stellvertretender Landrat ist Klaus Koch (Bündnis 90/Die Grünen)

### Wappen
| Wappen des Landkreises Bad Tölz-Wolfratshausen | Blasonierung: „Unter blauem Schildhaupt, darin ein schreitender, rot bezungter und rot bewehrter goldener Löwe, gespalten; vorne die bayerischen Rauten, hinten in Rot zwei schräg gekreuzte, mit den Krümmen zugewendete silberne Abtstäbe.“ |
| Wappen des Landkreises Bad Tölz-Wolfratshausen | Wappenbegründung: Das Wappen verbindet das Wappen des früheren Landkreises Bad-Tölz mit dem Wolfratshausener Löwen. Entworfen hat das Wappen Marianne Madl, eine Mitarbeiterin im Landratsamt.                                                |

## Wirtschaft und Infrastruktur
Die Einkommensteuerkraft je Einwohner lag im Jahr 2004 bei 329 Euro (Bundesdurchschnitt 216). Die Kaufkraft je Einwohner im Jahr 2005 lag bei 9.761 Euro (Bundesdurchschnitt 8.523). Im Juli 2020 lag die Arbeitslosenquote im Landkreis bei 3,0 % und damit erheblich unter dem Bundesdurchschnitt.
Im Zukunftsatlas 2016 belegte der Landkreis Bad Tölz-Wolfratshausen Platz 61 von 402 Landkreisen und kreisfreien Städten in Deutschland und zählt damit zu den Orten mit „hohen Zukunftschancen“.

### Tourismus
Der Landkreis wird innerhalb Bayerns als eigenständige Tourismusregion Tölzer Land ausgewiesen, die u. a. mit eigener Webpräsenz beworben wird.

### Verkehr

#### Straßen
Durch den westlichen Landkreis verläuft auf einer Länge von etwa 15 Kilometern die A 95. Weiter erschließen Teilstücke von vier Bundesstraßen den Landkreis. Die B 11 verläuft ungefähr in Nord-Süd-Richtung von Icking über Wolfratshausen und Geretsried bis zur B 472, von dieser bei Bichl wieder abzweigend über Kochel am See, Kesselberg zur Landkreisgrenze südlich des Walchensees. Die B 13 kommt ebenfalls aus nördlicher Richtung bei Sachsenkam in den Landkreis, verläuft über Bad Tölz und Lenggries zum Sylvensteinspeicher, wo sie in die B 307 mündet. Die B 472 quert den Landkreis von Ost nach West und führt an Bad Tölz vorbei. Die B 307 führt von Osten kommend entlang des Sylvensteinspeichers bis Vorderriß.

#### Öffentlicher Verkehr
Die Königlich Bayerischen Staatseisenbahnen beziehungsweise die Deutsche Reichsbahn nahmen zwischen 1854 und 1924 die Bahnstrecke München–Lenggries in mehreren Etappen in Betrieb. Der Südwesten des Landkreises wird seit 1898 von der Kochelseebahn erschlossen, die zuvor in Penzberg endete. Die von München kommende Isartalbahn erreichte das Kreisgebiet 1891 mit deren Verlängerung nach Wolfratshausen, deren 1898 erfolgte Verlängerung nach Bichl mit Anschluss zur Kochelseebahn wurde abschnittsweise 1958 und 1972 wieder eingestellt. Seit 1972 ist die Isartalbahn Teil des Münchner S-Bahn-Netzes.
Ergänzt wird der öffentliche Nahverkehr durch Autobuslinien, darunter die Expressbuslinien X320 (Wolfratshausen – Deisenhofen) und X970 (Starnberg – Wolfratshausen – Geretsried – Bad Tölz). Der nördliche Teil des Landkreises ist seit dessen Gründung 1972 in den Münchner Verkehrs- und Tarifverbund integriert, der südliche folgte im Dezember 2023.

## Gemeinden
(Einwohner am 31. Dezember 2024)
| Städte 1. Bad Tölz (19.826) 2. Geretsried (25.997) 3. Wolfratshausen (19.658) Verwaltungsgemeinschaften 1. Benediktbeuern (Gemeinden Benediktbeuern und Bichl) 2. Kochel a.See (Gemeinden Kochel a.See und Schlehdorf) 3. Reichersbeuern (Gemeinden Greiling, Reichersbeuern und Sachsenkam) Gemeindefreie Gebiete (7,99 km², beide unbewohnt) 1. Pupplinger Au (3,72 km²) 2. Wolfratshauser Forst (4,27 km²) | Weitere Gemeinden 1. Bad Heilbrunn (3855) 2. Benediktbeuern (3679) 3. Bichl (2329) 4. Dietramszell (5572) 5. Egling (5273) 6. Eurasburg (4343) 7. Gaißach (3203) 8. Greiling (1463) 9. Icking (3715) 10. Jachenau (828) 11. Kochel a.See (4095) 12. Königsdorf (3148) 13. Lenggries (10.147) 14. Münsing (4373) 15. Reichersbeuern (2384) 16. Sachsenkam (1333) 17. Schlehdorf (1327) 18. Wackersberg (3700) |

## Kfz-Kennzeichen
Am 5. August 1974 wurde dem Landkreis das seit dem 1. Juli 1956 für den Landkreis Bad Tölz gültige Unterscheidungszeichen TÖL zugewiesen. Es wird durchgängig bis heute ausgegeben.
Seit dem 10. Juli 2013 ist aufgrund der Kennzeichenliberalisierung auf Antrag das Unterscheidungszeichen WOR des ehemaligen Landkreises Wolfratshausen erhältlich.

## Schutzgebiete
Im Landkreis gibt es elf Naturschutzgebiete, 20 Landschaftsschutzgebiete, 16 FFH-Gebiete, über 200 Naturdenkmäler (davon rund 100 Baum-Naturdenkmäler) und mindestens 55 ausgewiesene Geotope. (Stand April 2016)